# Pink Military
I Pink Military  (in origine Pink Military Stand Alone) sono stati una band post-punk di  Liverpool.

## Storia
Dopo lo sciogliemento dei Big in Japan nell'estate del 1978, Jayne Casey formò i Pink Military insieme a John Highway (chitarra), Wayne Wadden (basso), Paul Hornby (batteria), e Nicky Cool (nato Nicky Hillon, tastiere). 
Il gruppo suonava un punk rock con influenze disco e reggae. La loro prima uscita fu il singolo "Buddha Walking" nel febbraio del 1979. Fu anche l'unica loro release con la line-up originale.
John Peel diede il suo supporto alla band registrando due session per il suo   BBC Radio 1 show, il primo nel novembre 1979 con Budgie alla batteria, il secondo nel maggio 1980. L'unico album del gruppo Do Animals Believe in God? fu realizzato nel giugno 1980.
Un ulteriore singolo fu realizzato il mese successivo e fu l'ultimo lavoro della band prima del suo scioglimento nel 1981. Casey formerà poi i  Pink Industry, mentre  Dempsey si unì agli It's Immaterial e più tardi ai  Mel-o-Tones. Joyce si unì ai  Durutti Column ed in seguito suonò con i Simply Red.